# Hitomi Obara
Hitomi Obara, född 4 januari 1981 i Hachinohe i Aomori prefektur, död 18 juli 2025, var en japansk brottare som tog OS-guld i flugvikt vid de olympiska brottningstävlingarna 2012 i London.